# Allansford
Allansford är en ort i Australien. Den ligger i kommunen Warrnambool och delstaten Victoria, omkring 220 kilometer väster om delstatshuvudstaden Melbourne. Antalet invånare är 1 413.
Närmaste större samhälle är Warrnambool, nära Allansford.
Trakten runt Allansford består till största delen av jordbruksmark. Runt Allansford är det mycket glesbefolkat, med 7 invånare per kvadratkilometer. Genomsnittlig årsnederbörd är 919 millimeter. Den regnigaste månaden är juni, med i genomsnitt 122 mm nederbörd, och den torraste är februari, med 24 mm nederbörd.